# Hyloniscus taborskyii
Hyloniscus taborskyii là một loài chân đều trong họ Trichoniscidae. Loài này được Frankenberger miêu tả khoa học năm 1940.